# Ashfaq Parvez Kayani
Ashfaq Parvez Kayani (sinh năm 1952) là đại tướng và tổng tư lệnh quân đội của Pakistan, thay thế cho tướng Pervez Musharraf. Năm 2011, Forbes xếp ông là nhân vật quyền lực số 34 thế giới. Đến năm 2012, ông được xếp ở vị trí số 28 thế giới.

## Chú giải
1. 1 2  http://www.forbes.com/profile/ashfaq-parvez-kayani/